# Алехандро Бедоя
Алехандро Бедоя (англ. Alejandro Bedoya; нар. 25 квітня 1987, Енглувуд, Нью-Джерсі) — американський футболіст, півзахисник клубу «Філадельфія Юніон» та національної збірної США.
У складі збірної — володар Золотого кубка КОНКАКАФ.

## Клубна кар'єра
Народився в місті Енглувуд, Нью-Джерсі у родині вихідців з Колумбії. Зростав у Маямі, займався футболом у командах коледжів.
Вирішивши спробувати свої сили у професійному футболі, зміг зацікавити представників шведського клубу «Еребру» і 2009 року перебрався до Європи. В цій команді провів два сезони, взявши участь у 63 матчах чемпіонату. Більшість часу, проведеного у складі «Еребру», був основним гравцем команди.
Своєю грою за цю команду привернув увагу представників тренерського штабу шотландського «Рейнджерс», до складу якого приєднався 2011 року. Відіграв за команду з Глазго наступний сезон своєї ігрової кар'єри.
2012 року повернувся до Швеції, уклавши контракт з клубом «Гельсінгборг», у складі якого провів ще один рік своєї кар'єри гравця.
До складу французького «Нанта» приєднався 2013 року.

## Виступи за збірну
З 2010 року залучається до лав національної збірної США. У складі збірної був учасником розіграшу Золотого кубка КОНКАКАФ 2013 року, здобувши того року титул континентального чемпіона.

## Титули і досягнення
- Володар Золотого кубка КОНКАКАФ: 2013, 2017
- Срібний призер Золотого кубка КОНКАКАФ: 2011